# Kibaropsis caledonica
Kibaropsis caledonica är en tvåhjärtbladig växtart som först beskrevs av André Guillaumin, och fick sitt nu gällande namn av J. Jeremie. Kibaropsis caledonica ingår i släktet Kibaropsis och familjen Monimiaceae. Inga underarter finns listade i Catalogue of Life.